# Campeonato Paulista de Futebol de 2025 - Série A2
O Campeonato Paulista de Futebol da Série A2 de 2025, ou Paulistão Sicredi A2 - 2025 por motivos de patrocínio, foi a 80.ª edição do campeonato equivalente ao segundo nível do futebol paulista. Os dois mais bem colocados foram promovidos para a Série A1, enquanto os dois últimos foram rebaixados para a Série A3. O campeonato adotou o VAR a partir das quartas de final.

## Regulamento
O regulamento da competição neste ano manteve o mesmo formato de disputa dos anos anteriores, onde na primeira fase, as dezesseis equipes se enfrentaram em quinze rodadas e os dois últimos colocados caem para a Série A3, enquanto os oito primeiros avançarão para as quartas de final, em que o primeiro colocado enfrenta o oitavo, o segundo enfrenta o sétimo colocado, o terceiro enfrenta o sexto colocado e o quarto enfrenta o quinto colocado. Em esquema de mata-mata, os finalistas garantem o acesso à Primeira Divisão de 2026.

### Critérios de desempate
Em caso de empate de pontos entre dois clubes, os critérios de desempates devem ser aplicados na seguinte ordem:
1. Número de vitórias
2. Saldo de gols
3. Gols marcados
4. Número de cartões vermelhos
5. Número de cartões amarelos
6. Sorteio público

## Equipes participantes
| Aumento | Equipes promovidas da Série A3 de 2024 |
| Baixa   | Equipes rebaixadas da Série A1 de 2024 |

| Equipe              | Cidade              | Em 2024  | Estádio                 | Capacidade | Títulos                           |
| ------------------- | ------------------- | -------- | ----------------------- | ---------- | --------------------------------- |
| Capivariano         | Capivari            | 14º      | Arena Capivari          | 12 000     | 1 (2014)                          |
| Ferroviária         | Araraquara          | 6º       | Fonte Luminosa          | 20 000     | 3 (1965, 1966 e 2015)             |
| Grêmio Prudente     | Presidente Prudente | 2º (A3)  | Prudentão               | 45 954     | 0 (não possui)                    |
| Ituano              | Itu                 | 16º (A1) | Novelli Junior          | 16 500     | 1 (1989)                          |
| Juventus-SP         | São Paulo           | 4º       | Rua Javari              | 3 800      | 2 (1929 e 2005)                   |
| Linense             | Lins                | 10º      | Gilberto Siqueira Lopes | 15 770     | 2 (1952 e 2010)                   |
| Oeste               | Barueri             | 13º      | Arena Barueri           | 31 452     | 1 (2003)                          |
| Portuguesa Santista | Santos              | 3º       | Ulrico Mursa            | 7 635      | 1 (1964)                          |
| Primavera           | Indaiatuba          | 11º      | Ítalo Mário Limongi     | 7 820      | 0 (não possui)                    |
| Rio Claro           | Rio Claro           | 9º       | Schmidtão               | 6 284      | 0 (não possui)                    |
| Santo André         | Santo André         | 15º (A1) | Bruno José Daniel       | 11 440     | 5 (1975, 1981, 2008, 2016 e 2019) |
| São Bento           | Sorocaba            | 5º       | Walter Ribeiro          | 13 772     | 1 (1962)                          |
| São José-SP         | São José dos Campos | 7º       | Martins Pereira         | 19 000     | 2 (1972 e 1980)                   |
| Taubaté             | Taubaté             | 12º      | Joaquim de Morais Filho | 9 600      | 2 (1954 e 1979)                   |
| Votuporanguense     | Votuporanga         | 1º (A3)  | Plínio Marin            | 8 145      | 0 (não possui)                    |
| XV de Piracicaba    | Piracicaba          | 8º       | Barão da Serra Negra    | 18 000     | 5 (1947, 1948, 1967, 1983 e 2011) |

## Transmissão televisiva
Desde 2022, a FPF possui um contrato de transmissão dos jogos do Paulistão com o YouTube, sendo que todos os jogos das divisões inferiores, com exceção dos jogos da Série A2 transmitidos pela TV Cultura e pelo Canal GOAT, possuem transmissão gratuita pelo canal da Federação na plataforma. Em novembro de 2024, foi anunciada a renovação deste contrato até 2027. Além dela, contará também com transmissão por canal aberto pela TV Cultura, anunciada após a renovação do contrato pelo terceiro ano consecutivo, possuindo direito das transmissões dos jogos de sábado, às 15 horas.
Também, em janeiro deste ano, o Canal GOAT anunciou que também possuiria direito da transmissão dos jogos da Série A2, sendo 15 jogos da primeira fase, dois jogos das quartas e os jogos das semifinais e final, sendo transmitida gratuitamente também pelo YouTube. Também pelo YouTube, o canal do narrador e apresentador na Band Ulisses Costa garantiu o direito da transmissão dos jogos do Paulistão Série A2 para a temporada de 2025, tendo o direito da transmissão de um jogo por rodada, conforme anunciado na própria conta do Instagram.
| Emissora                 | Um jogo por rodada + fase final                                                                                               | Demais jogos + fase final                                                     |
| ------------------------ | --- | ----------------------------------------------------------------------------- |
| Paulistão (canal da FPF) | | Transmissão livre de todos os jogos em todo o país pelo seu canal do YouTube. |
| TV Cultura               | Transmissão de um jogo por rodada nos sábados às 15h e a fase final em TV aberta e no site da emissora                        |                                                                               |
| Canal GOAT               | Transmissão de um jogo escolhido pelo canal por rodada, 2 jogos das quartas de final e os jogos da semifinal e final.         |                                                                               |
| Ulisses TV               | Transmissão de um jogo escolhido pelo canal por rodada, 1 jogo das quartas de final, 1 jogo das semifinal e os jogos da final |                                                                               |

## Primeira fase
| Pos | Equipe              | Pts | J  | V | E | D | GP | GC | SG  | Classificação ou descenso     |
| --- | ------------------- | --- | -- | - | - | - | -- | -- | --- | ----------------------------- |
| 1   | Primavera           | 28  | 15 | 7 | 7 | 1 | 17 | 7  | +10 | Próxima fase                  |
| 2   | Capivariano         | 25  | 15 | 7 | 4 | 4 | 19 | 12 | +7  | Próxima fase                  |
| 3   | Ituano              | 25  | 15 | 6 | 7 | 2 | 23 | 16 | +7  | Próxima fase                  |
| 4   | Taubaté             | 23  | 15 | 7 | 2 | 6 | 19 | 18 | +1  | Próxima fase                  |
| 5   | São José-SP         | 22  | 15 | 6 | 4 | 5 | 16 | 11 | +5  | Próxima fase                  |
| 6   | Ferroviária         | 22  | 15 | 6 | 4 | 5 | 23 | 19 | +4  | Próxima fase                  |
| 7   | XV de Piracicaba    | 22  | 15 | 6 | 4 | 5 | 13 | 13 | 0   | Próxima fase                  |
| 8   | Santo André         | 21  | 15 | 5 | 6 | 4 | 21 | 15 | +6  | Próxima fase                  |
| 9   | Grêmio Prudente     | 20  | 15 | 5 | 5 | 5 | 19 | 16 | +3  |                               |
| 10  | Oeste               | 20  | 15 | 5 | 5 | 5 | 14 | 16 | −2  |                               |
| 11  | Juventus-SP         | 19  | 15 | 4 | 7 | 4 | 21 | 19 | +2  |                               |
| 12  | Linense             | 17  | 15 | 5 | 2 | 8 | 15 | 21 | −6  |                               |
| 13  | Votuporanguense     | 17  | 15 | 4 | 5 | 6 | 13 | 20 | −7  |                               |
| 14  | São Bento           | 13  | 15 | 3 | 4 | 8 | 9  | 19 | −10 |                               |
| 15  | Portuguesa Santista | 13  | 15 | 2 | 7 | 6 | 10 | 20 | −10 | Rebaixados à Série A3 de 2026 |
| 16  | Rio Claro           | 12  | 15 | 1 | 9 | 5 | 11 | 21 | −10 | Rebaixados à Série A3 de 2026 |

### Confrontos
| Mandante \ Visitante | CAP | FER | GPR | ITU | JUV | LIN | OES | PSA | PRI | RCL | SAD | SBE | SJO | TAU | VOT | XVP |
| -------------------- | --- | --- | --- | --- | --- | --- | --- | --- | --- | --- | --- | --- | --- | --- | --- | --- |
| Capivariano          | —   | 3–1 | 0–1 |     |     |     | 3–0 |     | 1–0 |     | 1–0 |     | 1–0 |     |     | 1–1 |
| Ferroviária          |     | —   | 3–1 | 3–1 |     |     | 0–1 | 0–0 | 0–0 |     | 2–2 |     | 0–1 | 3–2 |     |     |
| Grêmio Prudente      |     |     | —   |     |     | 2–1 |     |     | 2–2 |     | 0–0 | 0–1 | 2–0 | 1–2 | 2–2 |     |
| Ituano               | 3–0 |     | 3–2 | —   | 1–0 | 3–0 | 0–0 |     | 1–2 |     |     |     | 1–1 | 1–0 |     |     |
| Juventus-SP          | 2–2 | 4–3 | 1–1 |     | —   |     | 2–3 | 3–1 | 0–0 | 2–2 |     |     | 2–0 |     |     |     |
| Linense              | 0–1 | 2–2 |     |     | 1–0 | —   |     | 2–0 |     | 1–1 |     | 2–0 |     |     | 2–1 |     |
| Oeste                |     |     | 0–3 |     |     | 1–0 | —   | 2–2 |     | 0–0 |     | 2–0 |     | 2–2 |     | 1–2 |
| Portuguesa Santista  | 0–0 |     | 0–2 | 3–3 |     |     |     | —   | 0–0 |     | 0–2 |     | 0–3 |     | 0–0 | 0–1 |
| Primavera            |     |     |     |     |     | 2–1 | 1–0 |     | —   | 3–1 |     | 1–0 |     | 2–1 | 4–0 | 0–0 |
| Rio Claro            | 0–0 | 1–0 | 0–0 | 1–1 |     |     |     | 1–1 |     | —   |     |     | 0–0 |     |     | 2–3 |
| Santo André          |     |     |     | 2–2 | 1–1 | 3–1 | 0–0 |     | 0–0 | 5–1 | —   |     |     | 0–1 | 1–3 |     |
| São Bento            | 0–5 | 0–2 |     | 0–0 | 3–2 |     |     | 0–1 |     | 3–0 | 1–2 | —   |     |     | 0–0 |     |
| São José-SP          |     |     |     |     |     | 3–0 | 1–0 |     | 0–0 |     | 1–3 | 1–1 | —   | 3–0 | 0–1 | 2–0 |
| Taubaté              | 2–0 |     |     |     | 0–0 | 0–2 |     | 1–2 |     | 2–1 |     | 1–0 |     | —   | 2–0 |     |
| Votuporanguense      | 2–1 | 0–2 |     | 2–3 | 1–1 |     | 0–2 |     |     | 0–0 |     |     |     |     | —   | 1–0 |
| XV de Piracicaba     |     | 1–2 | 1–0 | 0–0 | 0–1 | 2–0 |     |     |     |     | 1–0 | 0–0 |     | 1–3 |     | —   |

Em vermelho, os jogos da próxima rodada.

## Fase final
|  | Quartas de final  | Quartas de final | Quartas de final | Quartas de final |   |             | Semifinais       | Semifinais       | Semifinais       | Semifinais       |  |           | Final          | Final          | Final          | Final          |  |  |
|  | 16 a 19 de março  | 16 a 19 de março | 16 a 19 de março | 16 a 19 de março |   |             | 23 e 29 de março | 23 e 29 de março | 23 e 29 de março | 23 e 29 de março |  |           | 2 e 5 de abril | 2 e 5 de abril | 2 e 5 de abril | 2 e 5 de abril |  |  |
|  |                   |                  |                  |                  |   |             |                  |                  |                  |                  |  |           |                |                |                |                |  |  |
|  | Primavera         | 0                | 1                | 1                |   |             |                  |                  |                  |                  |  |           |                |                |                |                |  |  |
|  | Santo André       | 0                | 0                | 0                |   |             |                  |                  |                  |                  |  |           |                |                |                |                |  |  |
|  | Santo André       | 0                | 0                | 0                |   | Primavera   | 2                | 2                | 4                |                  |  |           |                |                |                |                |  |  |
|  |                   |                  |                  |                  |   | Primavera   | 2                | 2                | 4                |                  |  |           |                |                |                |                |  |  |
|  |                   | Taubaté          | 0                | 1                | 1 |             |                  |                  |                  |                  |  |           |                |                |                |                |  |  |
|  | Taubaté           | Taubaté          | 0                | 1                | 1 | 0           | 1                | 1                |                  |                  |  |           |                |                |                |                |  |  |
|  | Taubaté           |                  |                  |                  |   | 0           | 1                | 1                |                  |                  |  |           |                |                |                |                |  |  |
|  | São José-SP       | 0                | 0                | 0                |   |             |                  |                  |                  |                  |  |           |                |                |                |                |  |  |
|  | São José-SP       | 0                | 0                | 0                |   |             |                  |                  |                  |                  |  | Primavera | 0              | 1              | 1              |                |  |  |
|  |                   |                  |                  |                  |   |             |                  |                  |                  |                  |  | Primavera | 0              | 1              | 1              |                |  |  |
|  |                   | Capivariano      | 0                | 2                | 2 |             |                  |                  |                  |                  |  |           |                |                |                |                |  |  |
|  | Capivariano (pen) | Capivariano      | 0                | 2                | 2 | 0           | 2                | 2 (5)            |                  |                  |  |           |                |                |                |                |  |  |
|  | Capivariano (pen) |                  |                  |                  |   | 0           | 2                | 2 (5)            |                  |                  |  |           |                |                |                |                |  |  |
|  | XV de Piracicaba  | 1                | 1                | 2 (4)            |   |             |                  |                  |                  |                  |  |           |                |                |                |                |  |  |
|  | XV de Piracicaba  | 1                | 1                | 2 (4)            |   | Capivariano | 1                | 3                | 4                |                  |  |           |                |                |                |                |  |  |
|  |                   |                  |                  |                  |   | Capivariano | 1                | 3                | 4                |                  |  |           |                |                |                |                |  |  |
|  |                   | Ituano           | 0                | 1                | 1 |             |                  |                  |                  |                  |  |           |                |                |                |                |  |  |
|  | Ituano (pen)      | Ituano           | 0                | 1                | 1 | 0           | 3                | 3 (3)            |                  |                  |  |           |                |                |                |                |  |  |
|  | Ituano (pen)      |                  |                  |                  |   | 0           | 3                | 3 (3)            |                  |                  |  |           |                |                |                |                |  |  |
|  | Ferroviária       | 2                | 1                | 3 (2)            |   |             |                  |                  |                  |                  |  |           |                |                |                |                |  |  |

Em itálico, os clubes que possuem o mando de campo no primeiro jogo do confronto. Em negrito, os vencedores.
| Aumento | Equipes promovidas à Série A1 de 2026 |

## Premiação
| Campeonato Paulista de 2025 - Série A2 |
| -------------------------------------- |
| Capivariano Campeão (2.º título)       |

## Estatísticas
Atualizado em 5 de abril de 2025
| Gols | Jogador         | Equipe      |
| ---- | --------------- | ----------- |
| 10   | Vinicius Popó   | Capivariano |
| 9    | Neto Berola     | Ituano      |
| 7    | Quirino         | Ferroviária |
| 7    | Henry           | Oeste       |
| 6    | Anderson Magrão | Juventus-SP |
| 5    | Édson Cariús    | Linense     |
| 5    | Dudu Figueiredo | Santo André |
| 5    | Thiago Rubim    | São José-SP |

| Total | Jogador          | Equipe           |
| ----- | ---------------- | ---------------- |
| 4     | Walterson Silva  | Ituano           |
| 3     | Baianinho        | Capivariano      |
| 3     | Fernando Canesin | Ituano           |
| 3     | Tiaguinho        | Primavera        |
| 3     | Felippe Borge    | São José-SP      |
| 3     | Thiago Rubim     | São José-SP      |
| 3     | Marlon           | XV de Piracicaba |

### Público
Maiores públicos
Estes são os dez maiores públicos do campeonato:
| N.º | Público | Mandante    | Placar | Visitante   | Estádio                 | Data           | Fase             | Ref.   |
| --- | ------- | ----------- | ------ | ----------- | ----------------------- | -------------- | ---------------- | ------ |
| 1   | 9 946   | São José-SP | 0–0    | Taubaté     | Martins Pereira         | 15 de março    | Quartas de final | [ 10 ] |
| 2   | 8 937   | Taubaté     | 1–0    | São José-SP | Joaquim de Moraes Filho | 19 de março    | Quartas de final | [ 11 ] |
| 3   | 8 674   | São José-SP | 3–0    | Taubaté     | Martins Pereira         | 19 de janeiro  | 2ª rodada        | [ 12 ] |
| 4   | 8 449   | Taubaté     | 0–2    | Primavera   | Joaquim de Moraes Filho | 23 de março    | Semifinal        | [ 13 ] |
| 5   | 6 587   | Primavera   | 2–1    | Taubaté     | Ítalo Mário Limongi     | 29 de março    | Semifinal        | [ 14 ] |
| 6   | 5 689   | Capivariano | 3–1    | Ituano      | Arena Capivari          | 29 de março    | Semifinal        | [ 15 ] |
| 7   | 5 045   | São José-SP | 1–0    | Oeste       | Martins Pereira         | 8 de março     | 15ª rodada       | [ 16 ] |
| 8   | 4 003   | Ituano      | 0–1    | Capivariano | Dr. Novelli Junior      | 23 de março    | Semifinal        | [ 17 ] |
| 9   | 3 561   | Capivariano | 0–0    | Primavera   | Arena Capivari          | 2 de abril     | Final            | [ 18 ] |
| 10  | 3 273   | Juventus-SP | 2–0    | São José-SP | Rua Javari              | 9 de fevereiro | 8ª rodada        | [ 19 ] |

Menores públicos
Estes são os dez menores públicos do campeonato:
| N.º | Público | Mandante  | Placar | Visitante           | Estádio       | Data            | Fase       | Ref.   |
| --- | ------- | --------- | ------ | ------------------- | ------------- | --------------- | ---------- | ------ |
| 1   | 99      | Rio Claro | 0–0    | Grêmio Prudente     | Schmidtão     | 26 de fevereiro | 13ª rodada | [ 20 ] |
| 2   | 124     | Rio Claro | 0–0    | Capivariano         | Schmidtão     | 29 de janeiro   | 5ª rodada  | [ 21 ] |
| 3   | 168     | Rio Claro | 1–0    | Ferroviária         | Schmidtão     | 1 de março      | 14ª rodada | [ 22 ] |
| 4   | 168     | Oeste     | 2–2    | Taubaté             | Arena Barueri | 5 de fevereiro  | 7ª rodada  | [ 23 ] |
| 5   | 184     | Oeste     | 1–0    | Linense             | Arena Barueri | 22 de fevereiro | 12ª rodada | [ 24 ] |
| 6   | 184     | Oeste     | 0–0    | Rio Claro           | Arena Barueri | 12 de fevereiro | 9ª rodada  | [ 25 ] |
| 7   | 200     | Oeste     | 1–2    | XV de Piracicaba    | Arena Barueri | 15 de janeiro   | 1ª rodada  | [ 26 ] |
| 8   | 212     | Rio Claro | 0–0    | São José-SP         | Schmidtão     | 22 de janeiro   | 3ª rodada  | [ 27 ] |
| 9   | 227     | Rio Claro | 1–1    | Ituano              | Schmidtão     | 16 de janeiro   | 1ª rodada  | [ 28 ] |
| 10  | 243     | Rio Claro | 1–1    | Portuguesa Santista | Schmidtão     | 15 de fevereiro | 10ª rodada | [ 29 ] |

## Classificação geral
| Pos | Equipe              | Pts | J  | V  | E | D | GP | GC | SG  | Classificação ou descenso                   |
| --- | ------------------- | --- | -- | -- | - | - | -- | -- | --- | ------------------------------------------- |
| 1   | Capivariano         | 38  | 21 | 11 | 5 | 5 | 27 | 16 | +11 | Campeão e promovido à Série A1 de 2026      |
| 2   | Primavera           | 39  | 21 | 10 | 9 | 2 | 23 | 10 | +13 | Vice-campeão e promovido à Série A1 de 2026 |
| 3   | Ituano              | 28  | 19 | 7  | 7 | 5 | 27 | 23 | +4  | Eliminados nas Semifinais                   |
| 4   | Taubaté             | 27  | 19 | 8  | 3 | 8 | 21 | 22 | −1  | Eliminados nas Semifinais                   |
| 5   | Ferroviária         | 25  | 17 | 7  | 4 | 6 | 26 | 22 | +4  | Eliminados nas Quartas de Final             |
| 6   | XV de Piracicaba    | 25  | 17 | 7  | 4 | 6 | 15 | 15 | 0   | Eliminados nas Quartas de Final             |
| 7   | São José-SP         | 23  | 17 | 6  | 5 | 6 | 16 | 12 | +4  | Eliminados nas Quartas de Final             |
| 8   | Santo André         | 22  | 17 | 5  | 7 | 5 | 21 | 16 | +5  | Eliminados nas Quartas de Final             |
| 9   | Grêmio Prudente     | 20  | 15 | 5  | 5 | 5 | 19 | 16 | +3  |                                             |
| 10  | Oeste               | 20  | 15 | 5  | 5 | 5 | 14 | 16 | −2  |                                             |
| 11  | Juventus-SP         | 19  | 15 | 4  | 7 | 4 | 21 | 19 | +2  |                                             |
| 12  | Linense             | 17  | 15 | 5  | 2 | 8 | 15 | 21 | −6  |                                             |
| 13  | Votuporanguense     | 17  | 15 | 4  | 5 | 6 | 13 | 20 | −7  |                                             |
| 14  | São Bento           | 13  | 15 | 3  | 4 | 8 | 9  | 19 | −10 |                                             |
| 15  | Portuguesa Santista | 13  | 15 | 2  | 7 | 6 | 10 | 20 | −10 | Rebaixados para a Série A3 de 2026          |
| 16  | Rio Claro           | 12  | 15 | 1  | 9 | 5 | 11 | 21 | −10 | Rebaixados para a Série A3 de 2026          |